# 아스토르 피아졸라
아스토르 판탈레온 피아졸라(스페인어: Ástor Pantaleón Piazzolla 아스토르 판탈레온 피아솔라[*], 스페인어 발음: [piasola](피아솔라), 1921년 3월 11일 ~ 1992년 7월 4일)는 아르헨티나의 탱고 음악 작곡가이자 피아노 연주자, 반도네온 연주자이다. 자신만의 탱고 스타일로 독창적인 아르헨티나 탱고의 시대를 열었다. 그의 고향에서 그는 "위대한 아스토르"(스페인어: El Gran Ástor 엘 그란아스토르[*])란 칭호를 듣고 있으며, 탱고의 혁명가로도 불린다.

## 생애
1921년 3월 11일 아르헨티나의 부에노스아이레스주의 마르델플라타에서 이발사 아버지와 재봉사 어머니 사이에서 태어났다. 열 살 때부터 반도네온을 연주하기 시작하였다. 뇌출혈로 쓰러진 후, 오랜 투병 끝에 폐렴과 장출혈 등 합병증으로 1992년 7월 4일 사망하였다.

## 음악 스타일
1960년, 부에노스 아이레스에서 킨테토 누에보 탕고(Quinteto Nuevo Tango, 탱고 5중주단)를 결성한 이후부터 누에보 탕고라 불리는 독창적인 아르헨티나 탱고의 시대를 열었다.

## 작품 목록
- Adiós Nonino (1960)
- Tiempo Nuevo (1962)
- La Guardia Vieja (1966)
- ION Studios (1968)
- María de Buenos Aires (1968)
- Roma (1972)
- Libertango (1974)
- Reunión Cumbre (Summit) (1974) with Gerry Mulligan
- With Amelita Baltar (1974)
- Buenos Aires'' (197)
- Il Pleut Sur Santiago (1976)
- Suite Punta del Este (1982)
- Concierto de Nácar (1983)
- SWF Rundfunkorchester (1983)
- Live in Wien Vol.1 (1984)
- Enrico IV (1984)
- Green Studio (1984)
- Teatro Nazionale di Milano (1984)
- El exilio de Gardel (soundtrack, 1985)
- Tango: Zero Hour (1986)
- The New Tango (1987) with Gary Burton
- Sur (1988)
- La camorra (1989)
- Hommage a Liege: Concierto para bandoneón y guitarra/Historia del Tango (1988) with Liège Philharmonic Orchestra

conducted by Leo Brouwer. The concerto was performed by Piazzolla with Cacho Tirao, the Historia by Guy Lukowski and Marc Grawels.
- Bandoneón sinfónico (1990)
- The Rough Dancer and the Cyclical Night (Tango apasionado) (1991)
- Five Tango Sensations (1991) with Kronos Quartet
- Original Tangos from Argentina (1992)
- The Central Park Concert 1987 (1994)